# Robert Åsbacka
Robert Sven-Erik Åsbacka, född 8 februari 1961 i Terjärv, är en finlandssvensk författare. Han är bosatt i Eskilstuna. Åsbacka har arbetat inom bilindustrin. Han läste därefter litteraturvetenskap vid Stockholms Universitet, där han senare också undervisade och började som doktorand med ett arbete om författaren R. R. Eklund.

Åsbacka debuterade som författare 1988 med diktsamlingen Med tungorna hängande, men hans första stora framgång var Döbelns gränd från 2000, som är den första av fyra böcker förlagda till en österbottnisk småstad.
Han har betecknats som arbetarförfattare och 2022 tilldelades han det Tollanderska priset för romanen Kistmakarna och för sitt livsverk med motiveringen:
| ” | I sitt författarskap riktar Åsbacka sin kärleksfulla och varmt humoristiska blick mot de individer som både privatlivet och offentligheten glömt bort. Med drabbande ärlighet berättar han om småstadens moderna backstugusittare och det postindustriella samhällets förlorare. När luften gått ur dessa losers och endast det bräckliga kärlet människa återstår påbörjas den långa och snirkliga vägen tillbaka till livet, en motvillig kamp som Åsbacka skildrar utan att väja för motgångarna och felstegen. | „ |

Teaterpjäsen Döbelns gränd som bygger på Åsbackas roman har satts upp på bland andra Teater Viirus i Helsingfors och i Uleåborg.

## Priser och utmärkelser
- Svenska litteratursällskapet i Finlands pris år 2001 för Döbelns gränd
- Längmanska kulturfondens pris år 2001
- Finlands svenska televisions pris år 2004 för Fallstudie. En berättelse om materialanskaffning
- Nominerad till Runebergspriset år 2004 för Fallstudie. En berättelse om materialanskaffning
- Svenska litteratursällskapet i Finlands pris 2006 för Kring torget i Skoghall
- Nominerad till Finlandiapriset år 2006 för Kring torget i Skoghall
- Svenska Yles litteraturpris år 2008 för Orgelbyggaren
- Nominerad till Runebergspriset år 2008 för Orgelbyggaren
- Nominerad till Nordiska rådets litteraturpris år 2008 för Orgelbyggaren
- Svenska litteratursällskapets pris år 2009 för Orgelbyggaren
- Svenska litteratursällskapets pris år 2020 för Till livets slut
- Tollanderska priset år 2022 för Kistmakarna[5]